# San Gabriel Mountains

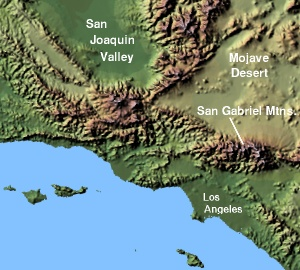
Mapa

Les Muntanyes de Sant Gabriel, en anglès: San Gabriel Mountains, són una serralada que fa 68 milles de llargada i està situada a la part nord del Comtat de Los Angeles i oest de San Bernardino County, Califòrnia, Estats Units d'Amèrica. La serralada es troba entre la Conca de Los Angeles (Los Angeles Basin) i el Desert de Mojave. Aquesta serralada està envoltada pel bosc Angeles National Forest, amb la falla de San Andrés a la vora nord de la serralada. El cim més alt és Mount San Antonio de 10.064 peus d'altitud, que en anglès es coneix també com Mt. Baldy. El Mount Wilson és un altre cim famós pel fet de tenir l'Observatori Mount Wilson i el grup d'antenes (antenna farm) que hostatja molts dels transmissors dels mitjans de comunicació locals.

## Clima
La serralada té un clima mediterrani de muntanya amb els estius gairabé secs, excepte per rares tempestes, i hiverns freds i ventosos. La neu pot caure per sobre dels 1200 m d'altitud entre novembre i abril. La precipitació anual és d'uns 625 litres en altituds per sobre dels 900 m i d'uns 1.000 litres en algunes zones per sobre dels 1.500 metres. El vessant sud de la serralada rep més pluja que el vessant nord el qual toca amb el desert. Durant els episodis d'"El Niño", la pluja pot ser molt més intensa. Els incendis forestals són un problema especialment quan bufa el vent Santa Ana. La serralada està exenta de boira a partir dels 1500 m d'altitud i per això s'hi va instal·lar el telescopi del Mount Wilson malgrat que en els recents anys la visibilitat està afectada per la contaminació de la zona de Los Angeles.

## Ecologia
Les coníferes (pins, avets, cedres) i els boscos de roures estan per sobre dels 1500 m d'altitud on la precipitació supera els 750 litres (el centre i est de la serralada), també hi ha vegetació de Chaparral, especialment en els punts de baixa altitud. Existeix una subespècie endèmica del roure Quercus durata La Falla San Andrés dona lloc a moltes fonts, basses i zones humides que són crítiques per la vida silvestre.
Entre els grans animals hi ha el puma encara que hi és rar.

## Cims principals
- Mount San Antonio, a.k.a. Mt. Baldy, 3,069 m (10,068 ft)
- Pine Mountain 2,940 m (9,648 ft)
- Dawson Peak 2,918 m (9,575 ft)
- Mount Harwood 2,911 m (9,552 ft)
- Mount Baden-Powell 2,865 m (9,399 ft)
- Mount Burnham 2,742 m (8,997 ft)
- Throop Peak 2,785m (9,138 ft)
- Telegraph Peak 2,739 m (8,985 ft)
- Cucamonga Peak 2,721 m (8,859 ft)
- Ontario Peak 2,650 m (8,693 ft)
- Mount Islip 2,515 m (8,250 ft)
- Waterman Mountain 2,450 m (8,038 ft)
- Iron Mountain 2,441m (8,007 ft)
- South Mount Hawkins 2,372 m (7,783 ft)
- Strawberry Peak 1,878 m (6,164 ft)
- San Gabriel Peak 1,877 m (6,161 ft)
- Vetter Mountain 1,800 m (5,908 ft) (site of active fire lookout tower)
- Mount Disappointment 1,817 m (5,960 ft)
- Mount Wilson 1,740 m (5,710 ft) (site of Mount Wilson Observatory)
- Mount Lowe 1,707 m (5,603 ft) (site of Mount Lowe Railway)
- Smith Mountain (California) 1,558 m (5,111 feet)
- Mount Lukens 1,544 m (5,066 ft)
- Echo Mountain 977 m (3,207 ft)

## Serralades properes
- San Rafael Hills
- Santa Ana Mountains
- Verdugo Mountains
- San Bernardino Mountains
- Santa Susana Mountains
- Santa Monica Mountains
- Sierra Pelona Mountains
- Tehachapi Mountains